# Лукаш Конопа
Лукаш Конопа (пол. Łukasz Konopa) — британський режисер польського походження.
Лукаш Конопа — вільний кінематографіст із Лондона. Має диплом магістра документальної кінорежисури Національної академії кіно й телебачення. Роботи Лукаса відзначені нагородами за найкращий документальний фільм в різних країнах світу, мають відзнаки CILECT (Міжнародна асоціація кіношкіл) і були показані на фестивалях Hot Docs, True/False, Visions du Reel та на МКФ у Клермон-Феррані.

## фільмографія
- Після (2012)
- Вегас (2013)